# Tres dies de De Panne-Koksijde 2015

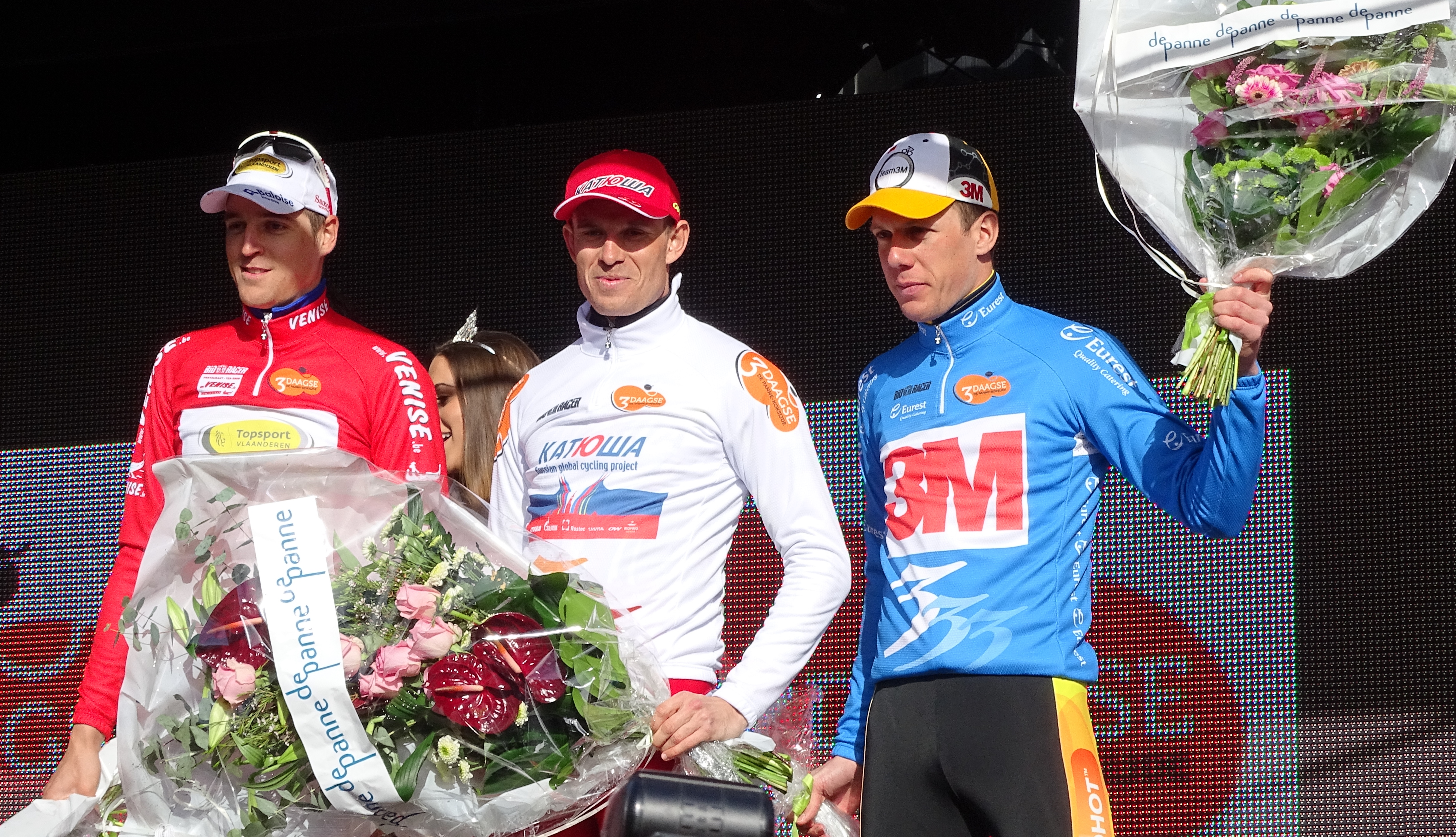
Podi de la tercera etapa realitzada el 31 de març de 2015.

Els Tres dies de De Panne-Koksijde 2015, 38a edició de la cursa ciclista Tres dies de De Panne-Koksijde, es van disputar entre el 31 de març i el 2 d'abril de 2015 sobre un recorregut de 544,4 quilòmetres repartits entre tres etapes, la darrera d'elles dividida en dos sectors, el segon d'ells una contrarellotge individual. La cursa formà part de l'UCI Europa Tour 2015 amb una categoria 2.HC.
El vencedor final fou el noruec Alexander Kristoff (Team Katusha) que s'imposà per vint-i-tres segons de diferència al belga Stijn Devolder (Trek Factory Racing) gràcies a les bonificacions obtingudes en les tres victòries d'etapa. Bradley Wiggins (Team Sky), vencedor de la contrarellotge final, completà el podi.
En les classificacions secundàries Jarl Salomeinr (Topsport Vlaanderen-Baloise) guanyà la classificació de la muntanya, Kristoff la dels punts, i Michael Vingerling (3M) la dels esprints. El Lotto Soudal fou el millor equip.

## Equips participants
Amb una categoria 2.HC dins l'UCI Europa Tour, els equips UCI World Tour poden representar fins a un 70% dels equips participants, mentre la resta poden ser equips continentals professionals, equips continentals belgues i un equip nacional belga.
En aquesta ocasió l'organització convidà als següents equips:
- 11 World Tour: Astana Qazaqstan Team, BMC Racing Team, FDJ, Team Katusha, Lampre-Merida, Lotto Soudal, Movistar Team, Etixx-Quick Step, Orica-GreenEDGE, Team Sky, Trek Factory Racing
- 11 equips continentals professionals: GW Erco Shimano, Bardiani CSF, Bora-Argon 18, Cult Energy, Team Europcar, MTN Qhubeka, Nippo-Vini Fantini, Roompot, Southeast, Topsport Vlaanderen-Baloise, Wanty-Groupe Gobert
- 3 equips continentals: Team 3M, Vastgoedservice-Golden Palace, Wallonie-Bruxelles

## Etapes
| Etapes | Data       | Recorregut          |                           | Km    | Vencedor d'etapa         | Líder de la general      | Ref.  |
| ------ | ---------- | ------------------- | ------------------------- | ----- | ------------------------ | ------------------------ | ----- |
| 1a     | 31 de març | De Panne - Zottegem | Etapa amb murs i pavès    | 201,6 | Alexander Kristoff (NOR) | Alexander Kristoff (NOR) | [ 2 ] |
| 2a     | 1 d'abril  | Zottegem - Koksijde | Etapa amb murs i pavès    | 217,2 | Alexander Kristoff (NOR) | Alexander Kristoff (NOR) | [ 3 ] |
| 3a A   | 2 d'abril  | De Panne - De Panne | Etapa plana               | 111,4 | Alexander Kristoff (NOR) | Alexander Kristoff (NOR) | [ 4 ] |
| 3a B   | 2 d'abril  | De Panne - De Panne | Contrarellotge individual | 14,2  | Bradley Wiggins (GBR)    | Alexander Kristoff (NOR) | [ 4 ] |

## Classificació final
|    | Ciclista                 | Equip               | Temps       |
| -- | ------------------------ | ------------------- | ----------- |
| 1  | Alexander Kristoff (NOR) | Team Katusha        | 12h 19' 10" |
| 2  | Stijn Devolder (BEL)     | Trek Factory Racing | + 23"       |
| 3  | Bradley Wiggins (GBR)    | Team Sky            | + 42"       |
| 4  | Stefan Küng (SUI)        | BMC Racing Team     | + 50"       |
| 5  | Sean De Bie (BEL)        | Lotto Soudal        | + 58"       |
| 6  | Lars Bak (DEN)           | Lotto Soudal        | + 59"       |
| 7  | Luke Durbridge (AUS)     | Orica-GreenEDGE     | + 1' 13"    |
| 8  | Julien Vermote (BEL)     | Etixx-Quick Step    | + 1' 16"    |
| 9  | Yves Lampaert (BEL)      | Etixx-Quick Step    | + 1' 17"    |
| 10 | André Greipel (GER)      | Lotto Soudal        | + 1' 20"    |

## Evolució de les classificacions
| Etapa | Vencedor           | Classificació general | Classificació per punts | Classificació de la muntanya | Classificació dels esprints | Classificació per equips | Combativitat     |
| ----- | ------------------ | --------------------- | ----------------------- | ---------------------------- | --------------------------- | ------------------------ | ---------------- |
| 1     | Alexander Kristoff | Alexander Kristoff    | Alexander Kristoff      | Jarl Salomein                | Lars Ytting Bak             | Lotto Soudal             | Jens Debusschere |
| 2     | Alexander Kristoff | Alexander Kristoff    | Alexander Kristoff      | Jarl Salomein                | Michael Vingerling          | Lotto Soudal             | Gerry Druyts     |
| 3a    | Alexander Kristoff | Alexander Kristoff    | Alexander Kristoff      | Jarl Salomein                | Michael Vingerling          | Lotto Soudal             | Kevin Van Melsen |
| 3b    | Bradley Wiggins    | Alexander Kristoff    | Alexander Kristoff      | Jarl Salomein                | Michael Vingerling          | Lotto Soudal             | N/D              |
| Final | Final              | Alexander Kristoff    | Alexander Kristoff      | Jarl Salomein                | Michael Vingerling          | Lotto Soudal             |                  |